# Iwan Otmachow
Iwan Grigorjewicz Otmachow (ros. Иван Григорьевич Отмахов, ur. 31 października 1923 we wsi Wiedosnur obecnie w rejonie siernuskim w Mari El, zm. 23 kwietnia 1945 nad Odrą) – radziecki wojskowy, porucznik, uhonorowany pośmiertnie tytułem Bohatera Związku Radzieckiego (1945).

## Życiorys
Urodził się w rosyjskiej rodzinie robotniczej. Mieszkał w mieście Balej, skończył 6 klas niepełnej szkoły średniej, w marcu 1942 został powołany do Armii Czerwonej. Od sierpnia 1942 uczestniczył w wojnie z Niemcami, w 1943 skończył kursy młodszych poruczników, walczył na Froncie Południowo-Zachodnim (od sierpnia 1942 do kwietnia 1943), 4 Ukraińskim (od listopada 1943 do lutego 1944), 1 Ukraińskim (od marca do października 1944), 1 i 2 Białoruskim (od października 1944). Był dowódcą plutonu, później dowódcą kompanii i zastępcą dowódcy 2 batalionu piechoty 342 pułku piechoty 136 Dywizji Piechoty 70 Armii 2 Frontu Białoruskiego w stopniu młodszego porucznika, potem porucznika. 15 lipca 1944 w rejonie wsi Lemieszów wraz ze swoim plutonem odparł 5 kontrataków wroga i przeprowadził natarcie, zajmując wieś. 21 października 1944 na czele swojej kompanii wyróżnił się podczas walk na Mazowszu, zajmując wieś Karolino, następnego dnia odparł 13 niemieckich kontrataków, uszkadzając dwa lekkie czołgi i trzy samochody wroga. Podczas operacji mławsko-elbląskiej 14, 15 i 16 stycznia 1945 brał udział w przełamywaniu obrony przeciwnika w rejonie wsi Stanisławowo, Kania Góra i Nuna. W końcu marca 1945 brał udział w walkach o Gdańsk, m.in. o Lauenthal (obecnie Letnica) 27 marca, odpierając kontrataki Niemców. Później walczył nad Odrą, gdzie zginął. Został pochowany w Pińczowie. W mieście Balej zbudowano jego pomnik.

## Odznaczenia
- Złota Gwiazda Bohatera Związku Radzieckiego (pośmiertnie, 29 czerwca 1945)
- Order Lenina (pośmiertnie, 29 czerwca 1945)
- Order Czerwonego Sztandaru (13 lutego 1945)
- Order Wojny Ojczyźnianej I klasy (6 listopada 1944)
- Order Wojny Ojczyźnianej II klasy (7 lipca 1944)

I medale.